# Victor Milner
Victor Milner (Nova Iorque, 15 de dezembro de 1893 — Los Angeles, 29 de outubro de 1972) é um diretor de fotografia estadunidense. Venceu o Oscar de melhor fotografia na edição de 1935 por Cleopatra.